# Amapá (canhoneira fluvial)
A Canhoneira Fluvial Amapá foi um dos quatro navios de guerra  tipo canhoneira da Classe Acre/Melik da Marinha do Brasil que fizeram parte da Flotilha do Amazonas.

## Origem do nome
Esta foi a primeira embarcação da Marinha brasileira a utilizar este nome e homenageia o Território Federal do Amapá, e ao rio e lago dos mesmo nomes localizados no Pará.

## Tipo de embarcação
Canhoneira é uma embarcação de pequeno calado, equipado com artilharia grossa e geralmente usado para operações fluviais ou nas águas costeiras.

## Características
A embarcação foi construída com ferro de 5 mm de espessura e o fundo do casco chato. 
Tinha nove compartimentos estanques, uma chaminé e dois mastros, um a vante de madeira com mastaréu e verga utilizado para sinalizações e outro de ferro à ré com cesto de gávea para observação de tiro e sinais. Dois hélices propulsionavam o barco tendo cada um deles quatro pás. O seu sistema de direção contava com três lemes paralelos que eram manobrados utilizando a de máquina a vapor da torre de combate. As seis carvoeiras com capacidade para 40 t, estavam posicionadas distribuídas em ambos os bordos, servindo também como proteção do paiol de artilharia e das caldeiras.

## História
Foi encomendada em 1904, sendo o Ministro da Marinha o Almirante Júlio César de Noronha na presidência de Rodrigues Alves e construída pelo estaleiro Yarrow & Company, em Poplar, Inglaterra, para integrar a Flotilha do Amazonas.
Foi incorporada a Marinha em 1906 e armada no mesmo ano no Arsenal de Marinha do Pará.
Deu baixa pelo Aviso n.º 582 de 12 de fevereiro de 1917, junto com a Canhoneira Juruá.